# Penamecillin
Penamecillin, một ester acetoxymethyl của benzylpenicillin, là một tiền chất được chuyển thành benzylpenicillin bởi các este.